# Jennifer et Michele Steffin
Jennifer Marie et Michele Ann Steffin (nées le 23 mars 1981, West Covina), sont deux actrices américaines ayant joué le rôle du bébé Rose Wilder tout au long de la série télévisée La Petite Maison dans la prairie. Jennifer et Michele sont de vraies jumelles. Après cette série, elles ont fait une apparition dans Nord et Sud 2.